# Chris Henry
Christopher G. Henry, detto Chris (Belfast, 17 ottobre 1984), è un ex rugbista a 15 britannico che giocava nel ruolo di terza linea ala. A livello internazionale vanta 24 apparizioni con la maglia dell'Irlanda.

## Biografia
Nonostante le più di 120 presenze in Pro14 con Ulster Henry giunse relativamente tardi al gioco professionistico: tesserato per il Ballymena, infatti, ancora a 24 anni non aveva un contratto a tempo pieno benché vantasse anche presenze nell'Irlanda U-20 che prese parte al mondiale giovanile del 2004, e stava terminando gli studi di geografia alla Queen's University di Belfast. Avendo difficoltà a trovare impiego stabile in squadra, aveva pure sostenuto l'esame di abilitazione di controllore del traffico aereo e aveva preso in considerazione l'idea di smettere di giocare o quantomeno di lasciare l'Irlanda del Nord per trovare una squadra in Gran Bretagna.
Nel 2008, a 23 anni, il tecnico dell'Ulster Mark McCall decise di metterlo sotto contratto professionistico e da lì, una volta trovato frequente impiego, riuscì pure a mettersi in luce a livello nazionale tanto da guadagnare anche la chiamata in Nazionale nel 2010, sei mesi dopo avere perso suo padre per cancro; l'esordio con l'Irlanda avvenne a Brisbane il 26 giugno contro l'Australia.
Benché nel giro della Nazionale, non prese parte alla Coppa del Mondo di rugby 2011; giunse alla finale di Heineken Cup 2011-12 con Ulster, seppure sconfitto da Leinster e a fine 2014 rischiò la fine anticipata della carriera quando subì un attacco ischemico transitorio per via di un vaso sanguigno cerebrale ostruito, che richiese un intervento cardiaco d'urgenza ma che non gli impedì di continuare a giocare: dopo meno di un anno fu infatti disponibile per la squadra che prese parte alla Coppa del Mondo di rugby 2015.